# Manfreda hauniensis
Manfreda hauniensis là một loài thực vật có hoa trong họ Măng tây. Loài này được (J.B.Petersen) Verh.-Will. mô tả khoa học đầu tiên năm 1978.